# ترنت میتون
ترنت میتون (انگلیسی: Trent Mitton؛ زادهٔ ۲۶ نوامبر ۱۹۹۰) بازیکن هاکی روی چمن اهل استرالیا است.